# Многовид Фреше
У математиці, зокрема в нелінійному аналізі, многовид Фреше — це топологічний простір, змодельований на основі простору Фреше, приблизно таким же чином, як многовид моделюється на основі евклідового простору .
А саме, многовид Фреше є гаусдорфовим простором {\displaystyle X} з атласом координатних карт над просторами Фреше, переходи яких є гладкими відображеннями. Таким чином {\displaystyle X} задається відкритим покриттям {\displaystyle \left\{U_{\alpha }\right\}_{\alpha \in I},} і набором гомеоморфізмів {\displaystyle \phi _{\alpha }\colon U_{\alpha }\to F_{\alpha }} на їхні образи, де {\displaystyle F_{\alpha }} є простори Фреше, такі, що відображення переходу між картами
{\displaystyle \phi _{\alpha \beta }:=\phi _{\alpha }\circ \phi _{\beta }^{-1}|_{\phi _{\beta }\left(U_{\beta }\cap U_{\alpha }\right)}}
є гладкими для всіх пар індексів {\displaystyle \alpha }, {\displaystyle \beta .}

## Класифікація з точністю до гомеоморфізму
У загальному випадку не вірно, що скінченновимірний многовид розмірності {\displaystyle n} є глобально гомеоморфним {\displaystyle \mathbb {R} ^{n}}, чи навіть відкритій підмножині {\displaystyle \mathbb {R} ^{n}.} Однак у нескінченномірному світі можна класифікувати деякі многовиди Фреше з точністю до гомеоморфізму. Теорема Девіда Хендерсона 1969 року стверджує, що кожен нескінченновимірний сепарабельний метричний многовид Фреше {\displaystyle X} може бути вкладений як відкрита підмножина нескінченномірного сепарабельного гільбертового простору {\displaystyle H} (існує лише один такий простір з точністю до лінійного ізоморфізму).
Гомеоморфізм вкладення можна використовувати як глобальну карту для {\displaystyle X.} Таким чином, для нескінченновимірного сепарабельного метричного випадку з точністю до гомеоморфізму «єдиними» топологічними многовидами Фреше є відкриті підмножини нескінченновимірного сепарабельного гільбертового простору. У випадку диференційовних або гладких многовидів Фреше (з точністю до відповідного поняття дифеоморфізму) така класифікація відсутня.